# 7 West 54th Street
7 West 54th Street (también la residencia Philip Lehman) es un edificio comercial en el Midtown Manhattan de Nueva York (Estados Unidos). Está a lo largo de la acera norte de la calle 54 entre la Quinta Avenida y la Sexta Avenida. El edificio de cuatro pisos fue diseñado por John H. Duncan en el estilo francés Beaux-Arts y fue construido entre 1899 y 1900 como una residencia privada. Es una de las cinco casas adosadas consecutivas erigidas a lo largo de la misma manzana durante la década de 1890, las otras son la 5, la 11 y la 13 y 15 West 54th Street.
La fachada está realizada íntegramente en piedra caliza, con una fachada lisa en el primer piso y bloques rusticados en los pisos superiores. Sobre la entrada principal ubicada en el centro hay un balcón en el segundo piso. La casa está coronada por un techo abuhardillado de pizarra. La casa se construyó con doce habitaciones y varios pasillos y nichos. Gran parte del mobiliario interior de la finalización de la casa en 1900 se ha eliminado o reubicado.
La casa fue encargada al banquero Philip Lehman, quien vivió en la casa hasta su muerte en 1947. Luego, la casa fue ocupada por su hijo Robert Lehman, quien vivió allí hasta su propia muerte en 1969. La casa se vendió luego en 1974. La Comisión de Preservación de Monumentos Históricos de la Ciudad de Nueva York designó la casa como un lugar emblemático oficial en 1981, y se agregó al Registro Nacional de Lugares Históricos en 1990 como parte del distrito histórico 5-15 West 54th Street Residences. El edificio fue comprado por un grupo de inversionistas en 2005, y Belmont Freeman fue contratado para renovar el edificio el próximo año, en gran parte con el diseño original de la casa.

## Sitio
7 West 54th Street se encuentra en el barrio de Midtown Manhattan de Nueva York. Está a lo largo de la acera norte de la calle 54 entre la Quinta Avenida y la Sexta Avenida. El terreno es rectangular y cubre 233 m² , con un frente de 7,6 m en la calle 54 y una profundidad de 30,6 m. El edificio es el segundo más al este de cinco casas adosadas consecutivas erigidas a lo largo de la misma cuadra de la ciudad, con 5 West 54th Street al este, así como 11 y 13 y 15 West 54th Street al oeste. Las cinco casas adosadas están colindantes con los Rockefeller Apartments al oeste, los hoteles The Peninsula New York y The St. Regis al noreste, el University Club of New York y 689 Fifth Avenue al este, la Casa William H. Moore y la iglesia de Santo Tomás al sureste y el Museo de Arte Moderno al sur.
La Quinta Avenida entre 42nd Street y Central Park South (59th Street) estuvo relativamente subdesarrollada hasta finales del siglo XIX. El área circundante fue una vez parte de las tierras comunes de Nueva York. El Plan de los Comisionados de 1811 estableció la cuadrícula de calles de Manhattan con lotes de 30,5 m de profundidad y 7,6 m de ancho. Se construyeron residencias de lujo alrededor de la Quinta Avenida después de la Guerra de Secesión. El tramo de dos cuadras de West y East 54th Street desde Madison Avenue hasta Sixth Avenue, dividido en dos por Fifth Avenue, se desarrolló con las casas de figuras prominentes como William Henry Moore, John R. Platt y John D. Rockefeller Sr. Los sitios de las cinco casas en 5-15 West 54th Street, junto con el University Club, fueron ocupados anteriormente por St. Luke's Hospital, que se mudó durante 1896.

## Diseño
Las casas en 5-15 West 54th Street, todas desarrolladas a fines de la década de 1890 para clientes adinerados, fueron diseñadas como una agrupación cohesionada, a diferencia de otras residencias en el vecindario. Según The New York Times, las casas forman la única "franja real de mansiones" que queda en Midtown Manhattan. Las casas en 5, 7, 9-11 y 13 y 15 West 54th Street tenían arquitectos diferentes. 7 West 54th Street fue diseñado por John H. Duncan en el estilo francés Beaux-Arts. Russell Sturgis, escribiendo para Architectural Record en 1900, describió la casa como de "concepción simple y directa" con su entrada y balcón simétricos.

### Fachada

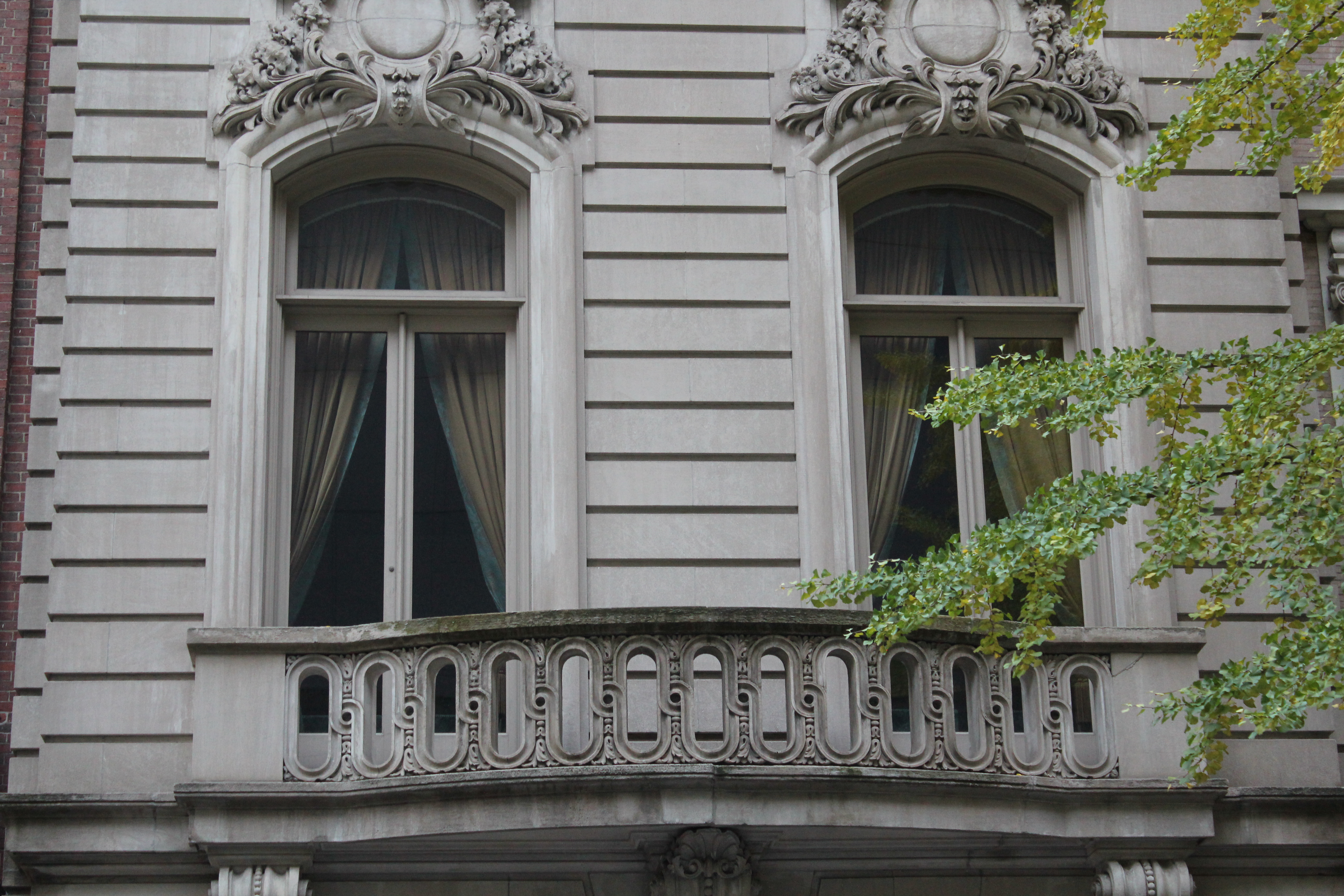
Detalle del balcón del segundo piso

El edificio tiene cuatro pisos y medio de altura y dos tramos de ancho. Se proyecta ligeramente hacia afuera de las casas a cada lado (número 5 en el este y número 11 en el oeste). Toda la fachada está revestida con bloques rústicos de piedra caliza. Desde el nivel del suelo, una escalinata baja de cuatro escalones conduce a la entrada del primer piso, en el centro de la fachada. La entrada principal está compuesta por un conjunto de puertas de doble vidrio dentro de un arco rebajado. Hay una orla ornamentada sobre la entrada, con tallas de guirnaldas. A cada lado de la entrada principal hay una ventana rectangular, cada una con una rejilla de hierro. Encima de cada ventana hay soportes ornamentados que contienen guirnaldas. Los soportes, así como el cartucho sobre la entrada principal, sostienen el balcón del segundo piso.
El balcón del segundo piso está ligeramente arqueado hacia afuera y tiene una barandilla con aberturas ovaladas. Detrás del balcón hay dos ventanas francesas, encima de las cuales hay elaborados cartuchos. La parte superior de estos cartuchos soporta los alféizares de las ventanas debajo de cualquiera de las dos ventanas del tercer piso. Las aberturas del tercer piso son ventanas de doble guillotina con rejas de hierro frente a sus vidrios inferiores, rodeadas por una moldura simple. Hay una cornisa sobre el tercer piso, sostenida por cinco ménsulas de consola (tres grandes y dos pequeñas) que se alternan con una banda de adorno foliado. Sobre la cornisa hay un techo abuhardillado de pizarra. Dos ventanas abuhardilladas se proyectan desde el techo; cada uno está rodeado por una moldura de ova y dardo y está rematado por un cartucho. En el ático hay tres ventanas oculares con marco de cobre, cada una con su propio cartucho, así como una corona de piedra caliza a lo largo de la cresta del techo. El exterior original de la casa está casi intacto a excepción de las ventanas del segundo y tercer piso, que son reemplazos.

### Interior
La casa tiene 1549 m² de espacio interior. Gran parte del mobiliario interior de la finalización de la casa en 1900 se ha eliminado o reubicado. La casa se construyó con doce habitaciones y varios pasillos y nichos. El segundo piso tiene un techo alto con una escalera que se envuelve dos veces. A principios del siglo XXI, uno de los pocos elementos de diseño originales que quedaban era una bahía saliente de ventanas de vidrio emplomado diseñadas en estilo gótico, con columnas estriadas en espiral a cada lado.
Muchos de los detalles se modificaron en la década de 1960 cuando la casa contenía la colección de arte del financiero Robert Lehman. Después de una renovación en 1962, el salón de recepción en la planta baja fue decorado con arte italiano, paredes de terciopelo verde y un piso alfombrado verde. Una escalera con barandilla de mármol conducía a un salón en el segundo piso y una sala de estar con paredes de terciopelo rojo. El comedor tenía piso de parquet de mármol y techo con ventanas de vidrio emplomado. El tercer piso tenía una habitación con obras de arte flamencas, paredes de terciopelo amarillo y una chimenea, así como otra habitación con obras de arte del siglo XIX. El cuarto piso tenía dibujos, mientras que varios nichos y pasillos tenían grotescos y esculturas. Parte de este interior renovado se reproduce en el ala Robert Lehman del Museo Metropolitano de Arte. Algunos de los elementos decorativos originales se reinstalaron durante una renovación en la década de 2000.

## Historia

### Residencia

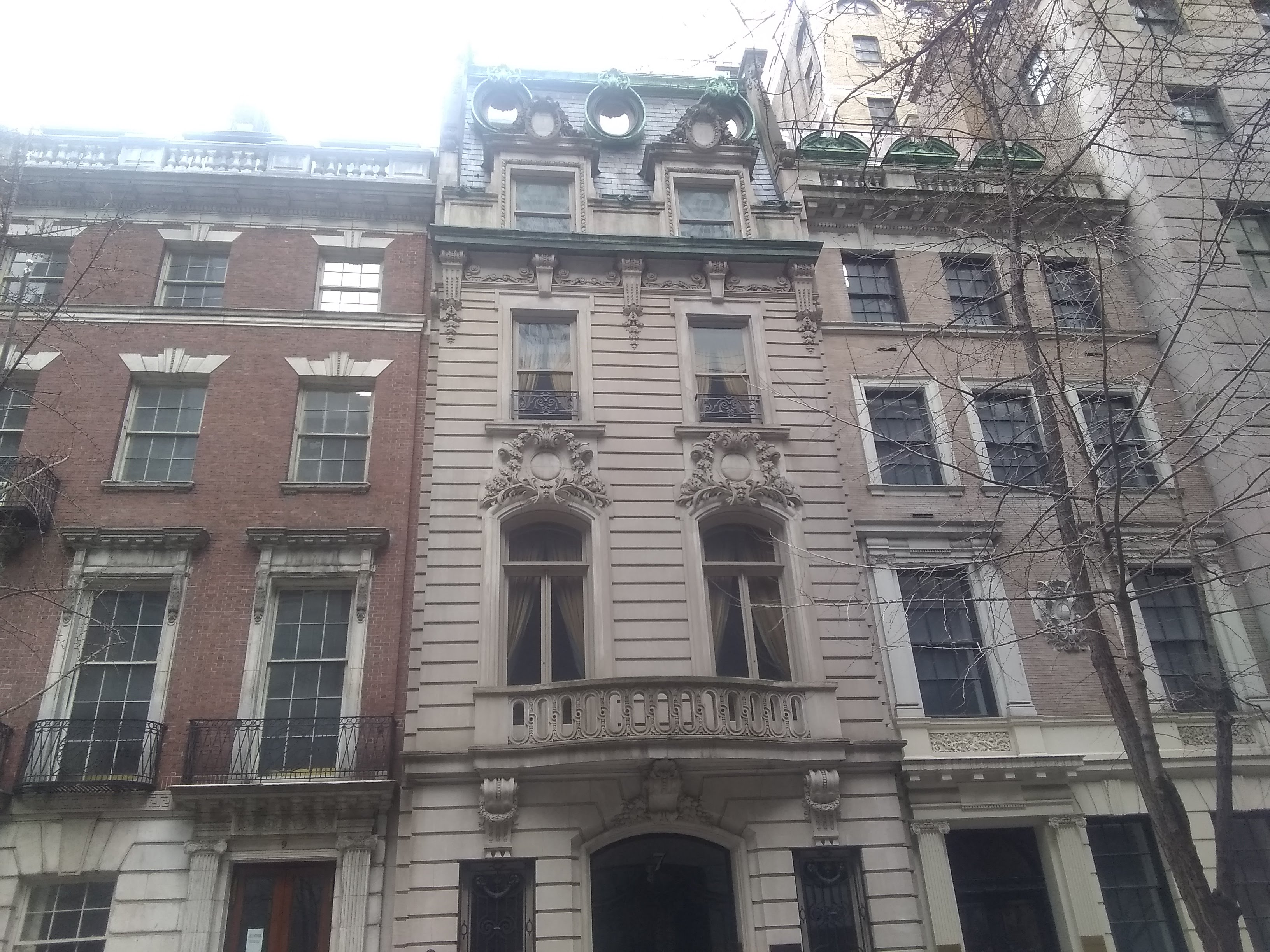
Visto en marzo de 2021, con 5 West 54th Street a la derecha y 9-11 West 54th Street a la izquierda

En 1896, con la reubicación del St. Luke's Hospital de Midtown a Morningside Heights, Manhattan, el antiguo sitio del hospital en el lado norte de la calle 54 al oeste de la Quinta Avenida quedó disponible para el desarrollo. El Club Universitario, cuya construcción se inició el mismo año, fue la primera estructura que se construyó en el antiguo solar del hospital. En marzo de 1899, Philip Lehman adquirió un terreno en la calle 54 de unos 61 m oeste de la Quinta Avenida. Philip Lehman era un banquero prominente cuyo padre Emanuel había formado la firma Lehman Brothers. John H. Duncan recibió el encargo de diseñar una casa en el sitio. Duncan presentó los planos de la casa ante el Departamento de Edificios de Nueva York en mayo de 1899, y se proyecta que la casa costará 48 000 dólares.
La casa se completó en 1900. Inicialmente fue ocupada por la familia Lehman, formada por Philip, su esposa Carrie y sus hijos Pauline y Robert. Los Lehman comenzaron a coleccionar obras de arte importantes para su casa aproximadamente en 1905. La colección de arte creció para incluir obras de artistas como Francisco Goya, El Greco y Rembrandt. El vecindario circundante se convirtió rápidamente en una zona comercial después de la Primera Guerra Mundial, y muchas casas vecinas se convirtieron para uso comercial, pero la familia Lehman retuvo la casa durante varias décadas. Carrie Lehman murió en la casa en 1937. Para entonces, los dos hijos de Lehman se habían mudado a sus propias casas en Park Avenue. Philip vivió como viudo en 7 West 54th Street durante otra década hasta que murió en 1947.
Después de la muerte de su padre, Robert Lehman se hizo cargo de la casa y la usó para almacenar su propia colección de arte. La casa no se usó como residencia, y la colección no era de acceso público. Robert siguió viviendo en Park Avenue, aunque invitó a amigos y estudiosos del arte a visitar la casa de la calle 54. Serge Royaux rediseñó los interiores en 1962. La colección se mostró públicamente por primera vez en noviembre de 1962, cuando cien personas pagaron 50 dólares cada una para verla como parte de un beneficio artístico. A lo largo de la década de 1960, se hizo accesible al público en incluyó eventos para recaudar fondos, por jemplo para la Universidad de Nueva York en 1963 y 1964; el Comité Ciudadano por la Infancia en 1965; el Instituto Neurológico del Hospital Presbiteriano en 1966; y el Wellesley College Friends of Art en 1967. Un reportero de Associated Press calificó la colección de Lehman como "una de las pocas grandes colecciones de arte que quedan en manos privadas".

### Uso posterior

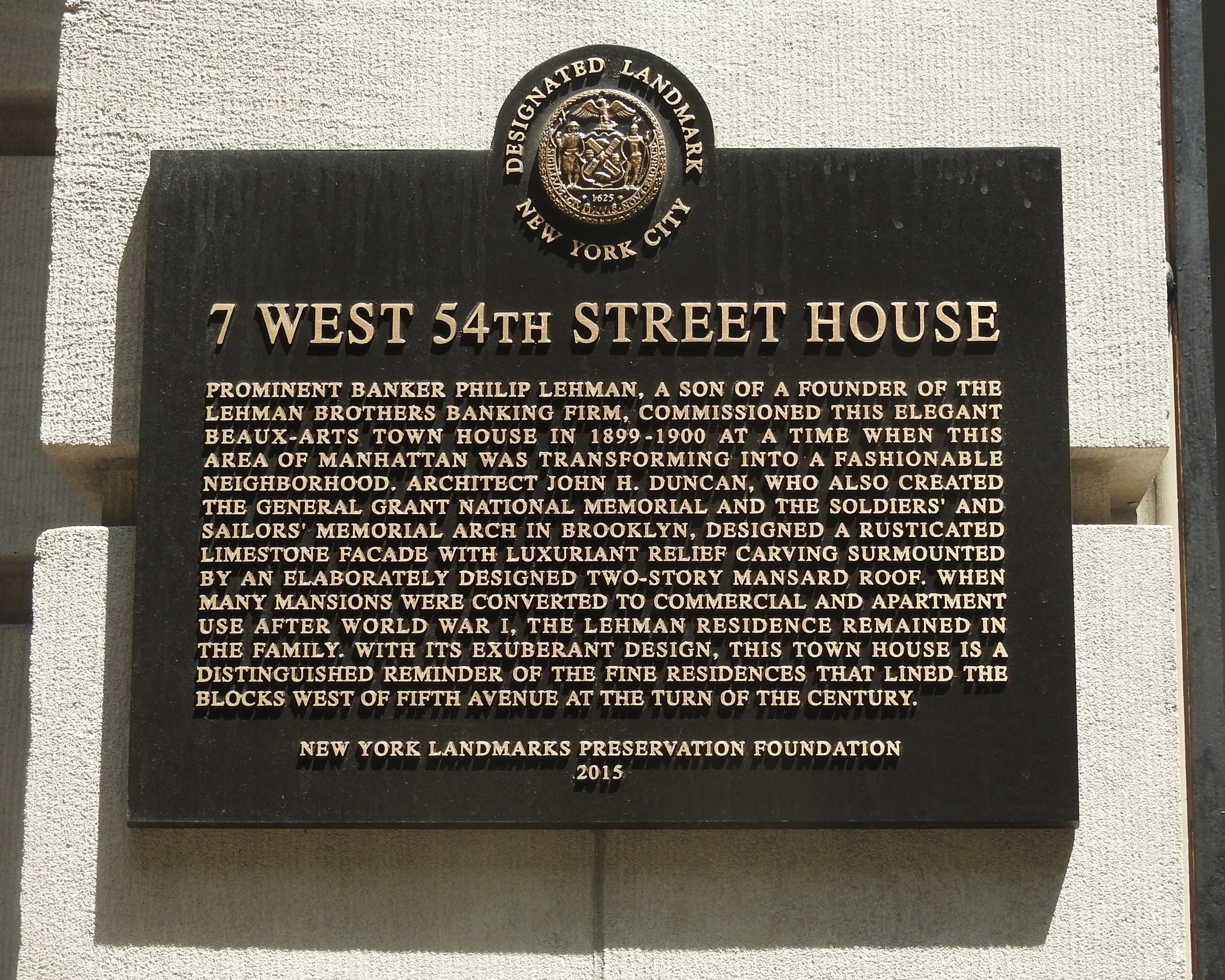
Placa emblemática de Nueva York en la entrada del edificio

Cuando Robert Lehman murió en 1969, su colección de arte tenía 3000 obras. En su testamento, Robert solicitó que el Met conservara la casa a cambio de que el Met recibiera toda su colección de arte, para que la obra de arte pudiera mostrarse en un contexto similar al de cómo se había ensamblado. Originalmente, Lehman deseaba que el Met desmontara toda la casa y la reubicara en el edificio del museo, pero en última instancia, el Met solo desarmó los interiores. Se reconstruyeron siete habitaciones en el edificio del Met, donde se volvió a montar como el Ala Robert Lehman, que se inauguró en 1975. Mientras tanto, la propiedad de la casa Lehman se transfirió a 7 West 54th Street Realty Corporation en 1974.
La Comisión de Preservación de Monumentos Históricos de la Ciudad de Nueva York designó las cinco casas en 5-15 West 54th Street como monumentos de la ciudad, incluida la residencia Lehman, el 3 de febrero de 1981. El Comité para la Preservación de las Calles West 54th y West 55th había impulsado la designación de hito. En ese momento, las cinco casas se encontraban en varios estados de conservación: la casa doble en 9-11 West 54th Street estaba siendo restaurada, pero las casas gemelas en 13 y 15 West 54th Street habían sido propuestas para demolición. El 4 de enero de 1990, el edificio se agregó al Registro Nacional de Lugares Históricos como parte de las Residencias en el distrito histórico 5-15 West 54th Street. La 7 West 54th Street Realty Corporation cedió la propiedad del edificio a ZGNY Real Estate, LLC, en 2000.
El edificio fue comprado por un grupo de inversores en 2005 por 13 millones de dólares. Al año siguiente, el fondo de cobertura Zimmer Lucas Partners contrató a Belmont Freeman para renovar el edificio. Algunos de los elementos decorativos originales fueron eliminados de la colección del Met, ya que este no había podido utilizarlos. Otros elementos decorativos, que no podían ser desaccesibles, se replicaron mediante moldes de yeso. La casa también se amplió en su parte trasera y se agregó una terraza con un dosel de vidrio retráctil en el techo. El interior se convirtió en un edificio de oficinas con equipo de piso comercial. Después de que se completó la renovación, la casa tenía un certificado de ocupación temporal por varios años. En mayo de 2012, se puso a la venta por 65 millones de dólares. El precio de venta se redujo posteriormente a 50 millones, y la casa se vendió a Pleiades House LLC en 2013 por 40 millones. Posteriormente, la casa sirvió como oficina para la agencia de gestión de talentos IMG Artists.